# 무네미로
무네미로(이전 명칭: 무네미길)는 인천광역시 남동구 만수동 서창 분기점부터 인천대공원을 지나 부평구 구산동까지 이어지는 간선도로이다.
만수동 706-11을 기점으로 인천광역시 부평구 구산동 12-5까지의 약 5.31km 연장의 긴 도로이다. 경기도 부천시 소사구 송내동과의 경계도로이다 보니 인천광역시 남동구를 대표한 한글 조형물도 있는 도로가 있다.

## 특징
이 도로는 수도권제1순환고속도로와 영동고속도로를 연결하는 기능을 수행하고 있는 도로이다. 인천대공원 일대를 지하차도로 연결할 뿐 아니라 장승백이 사거리를 고가도로로 연결하는 도로이다. 송내역 밑을 통과하는 송내지하차도를 통해 송내대로와 국도 제39호선을 직결하여 올림픽대로, 서울양양고속도로를 지나 양양 나들목까지 접속된다. 서창 분기점에서는 영동고속도로를 연결하여 수원신갈 나들목과 강릉 나들목까지 접속된다. 수도권제1순환고속도로와 연결되기 때문에 정체가 심하다.
자동차 전용도로로 지정되어 있지만, 이면도로와 연결되어 있으며 대체도로가 있으나 너무 돌아가야 하는 이유로 장수고가교와 대공원지하차도 구간을 제외한 나머지 구간의 이륜차와 자전거 통행이 가능하다.
따라서, 인천 지역 주민들이 서울 강남과 경기도 주변 도시들은 물론 경기도 이남의 지방이나 일본, 제주도까지 육상으로 이동하기에 가장 적합한 경로이기도 하다.

## 사진

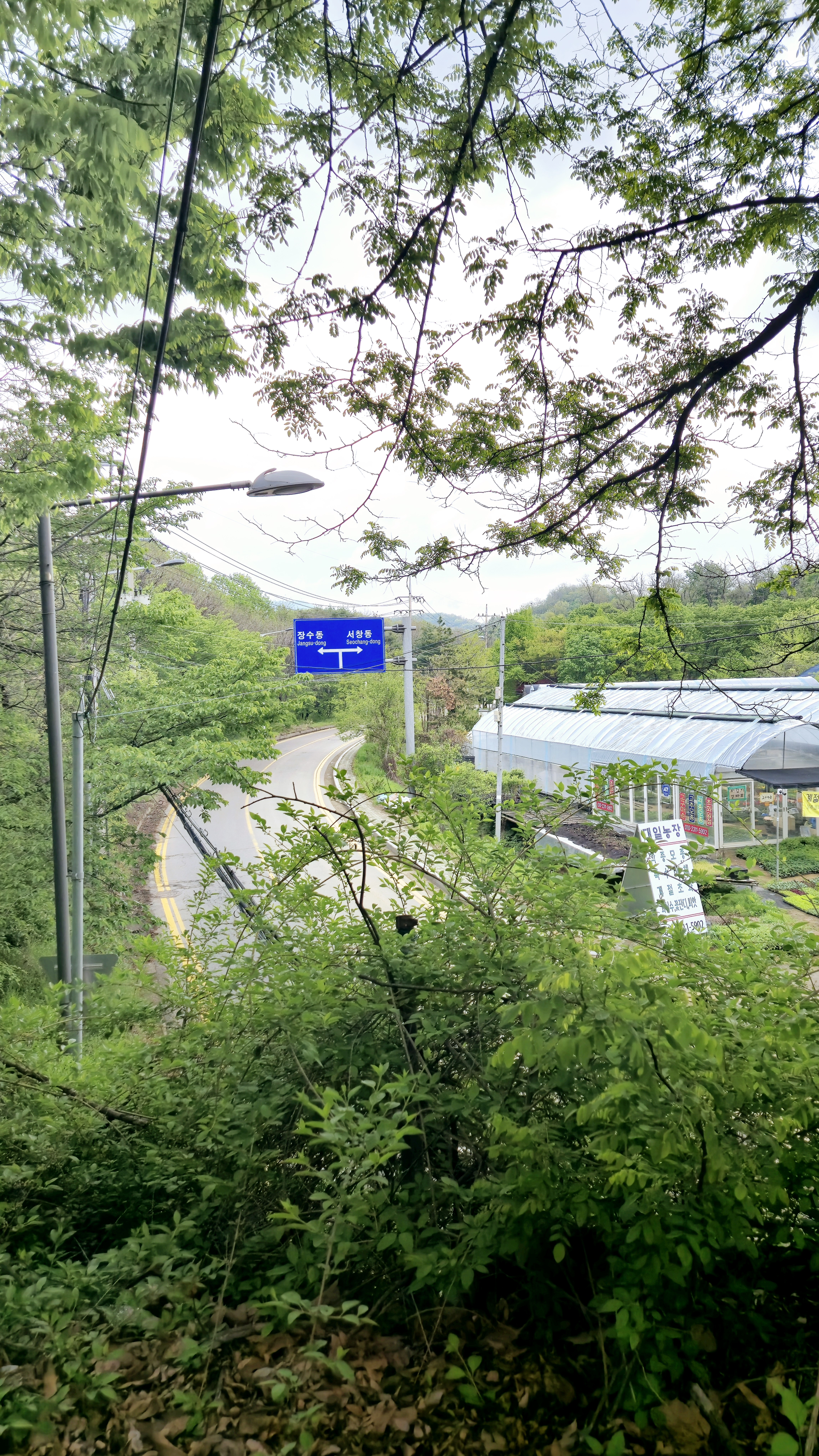
무네미로에서 내려다본 장승로
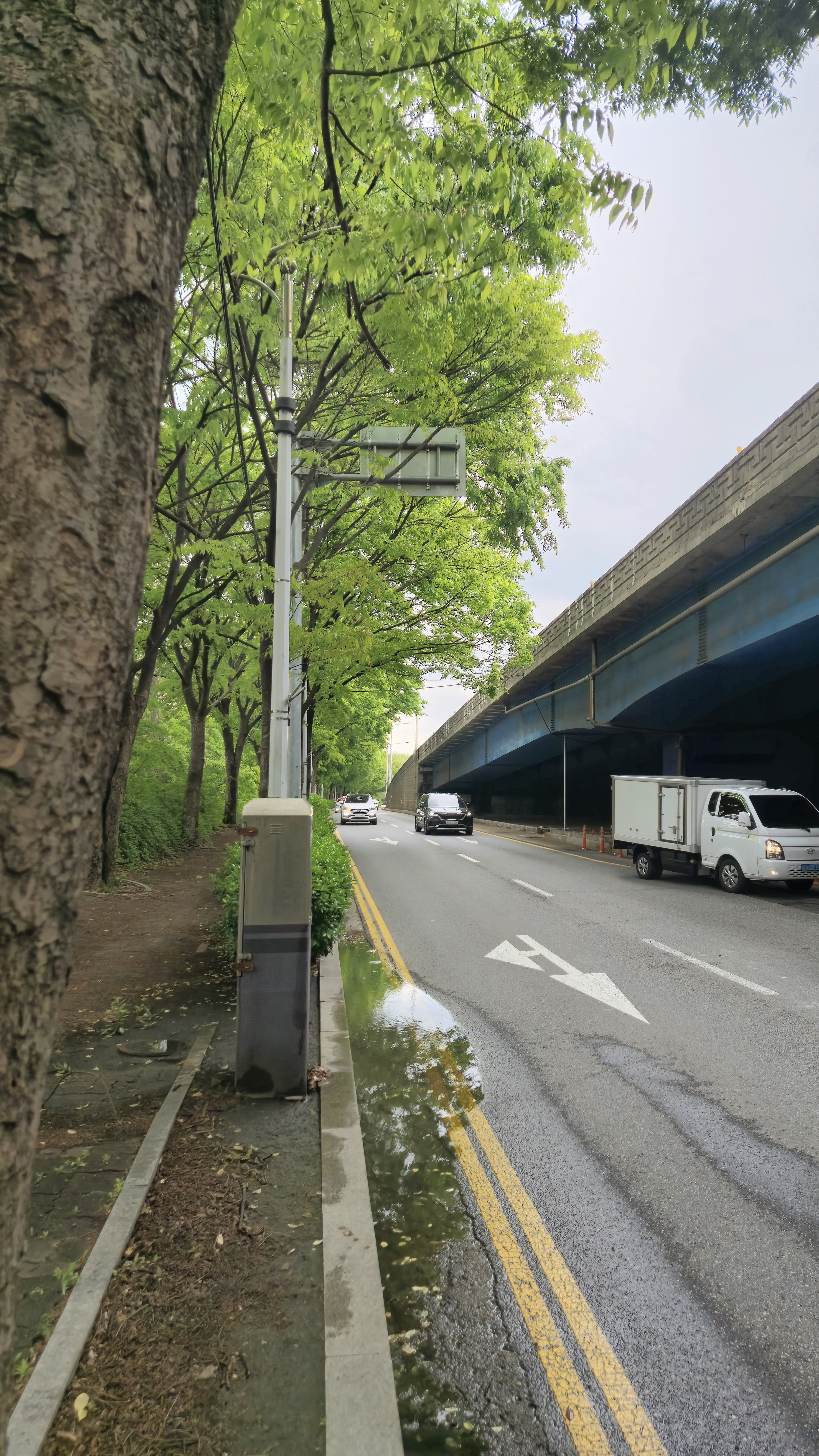
장승백이사거리 고가 옆길
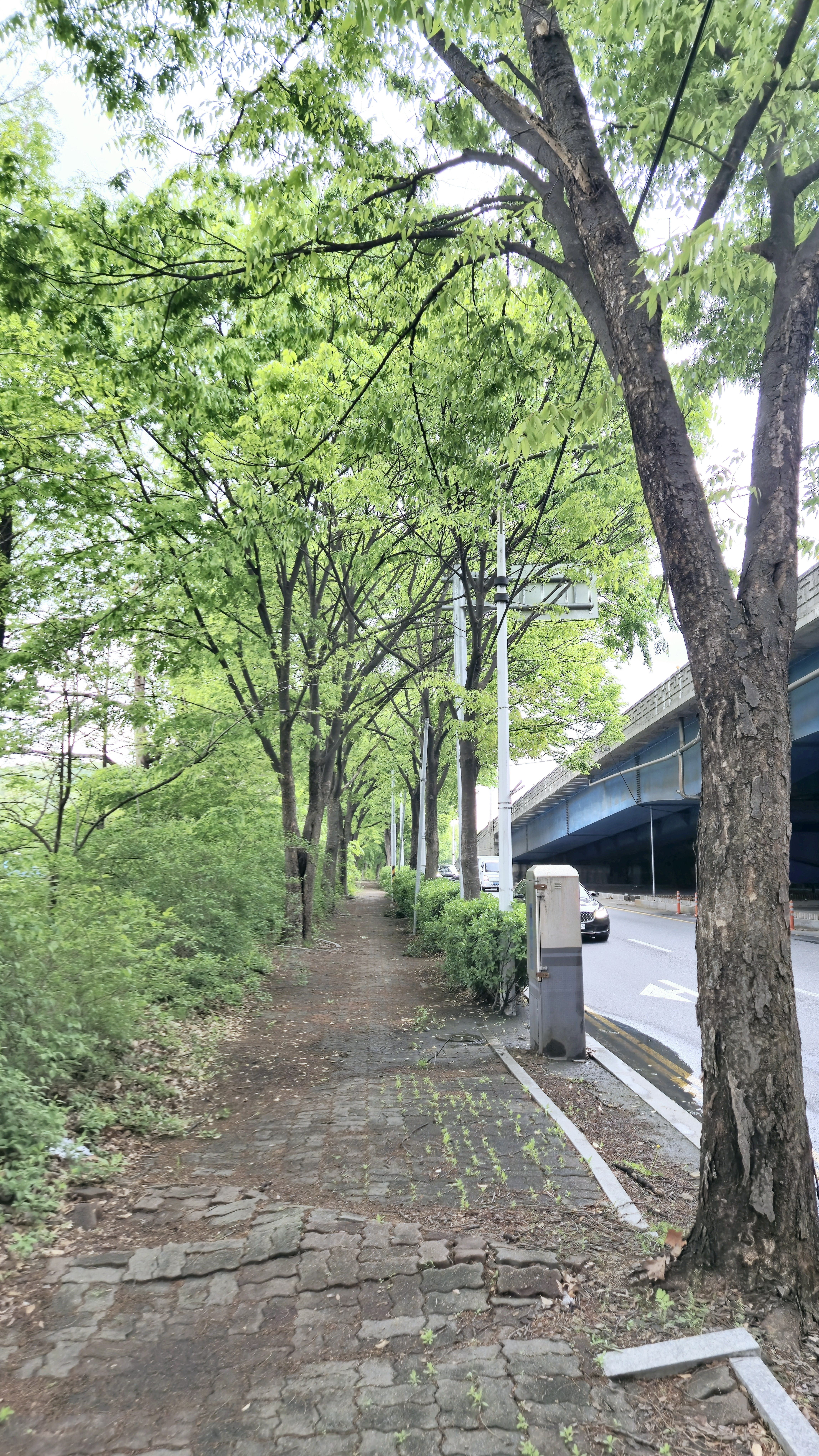
무네미로 장승백이사거리 도보로(산책로)
무네미로 도로공사 기념비
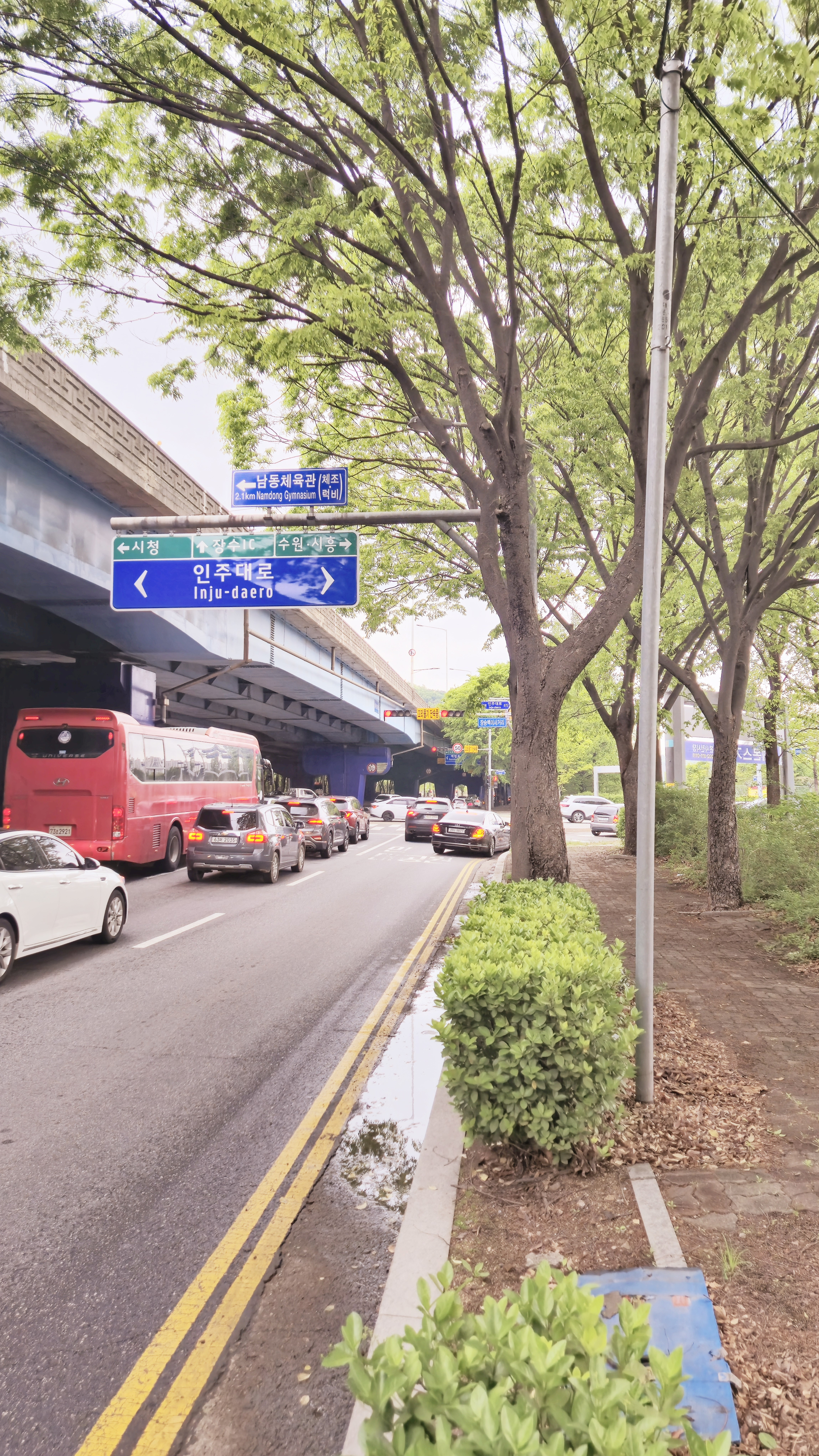
무네미로와 교차하는 인주대로 표지판
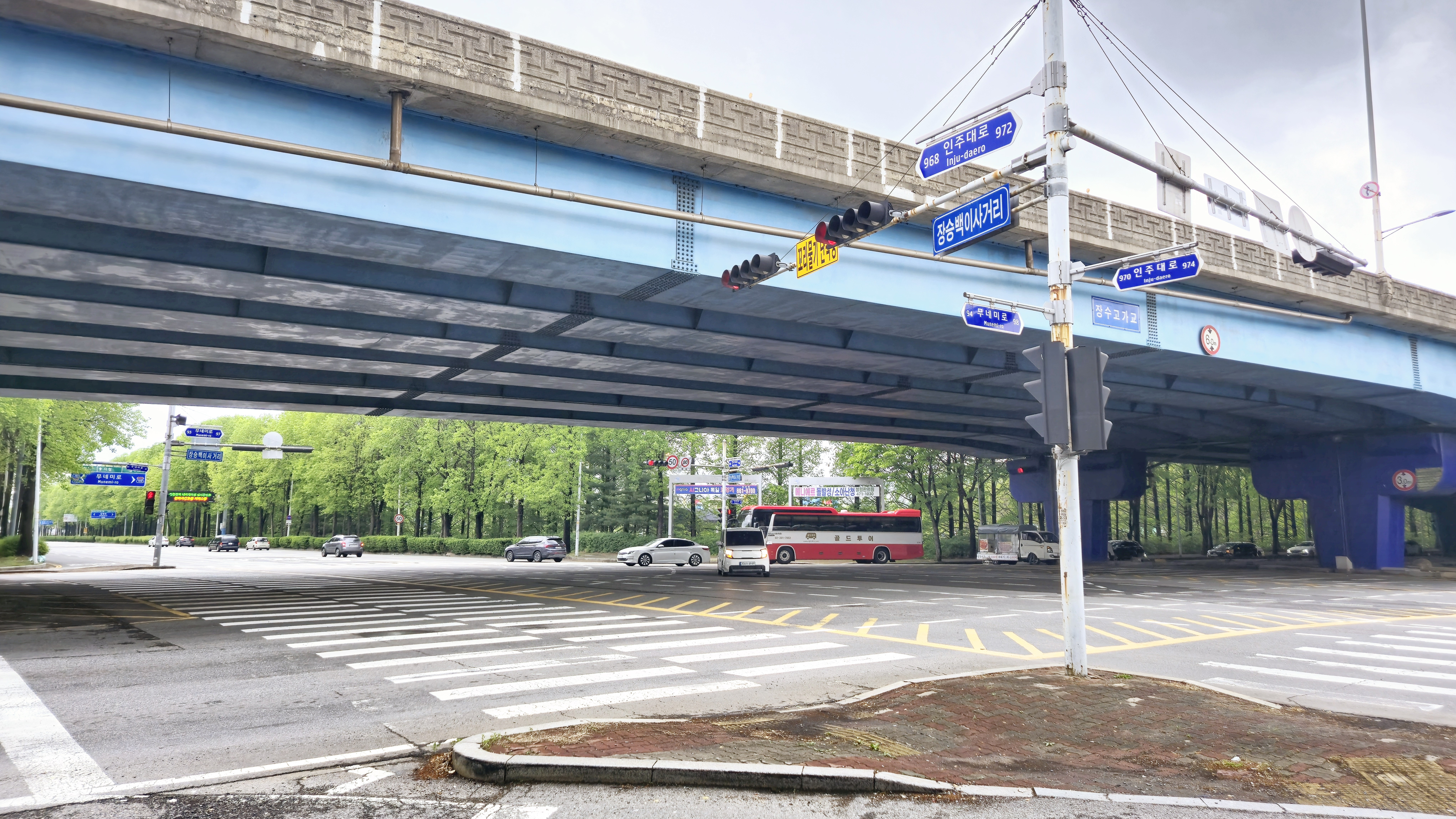
장승백이사거리

## 역사
- 1987년 7월 25일 : 5.915km 구간을 자동차 전용도로로 지정[2]
- 1990년 12월 31일 : 장수로 ~ 경인국도 간 도로 착공
- 1995년 9월 30일 : 도로 개통[출처 필요]
- 1995년 10월 16일 : 수현삼거리 ~ 서창나들목(1.7km)구간 부분 개통[3]

## 구간
| 이름                     | 접속 노선                                    | 소재지                   | 비고                     |
| 50호선 영동고속도로 직결 | 50호선 영동고속도로 직결                     | 50호선 영동고속도로 직결 | 50호선 영동고속도로 직결 |
| ------------------------ | -------------------------------------------- | ------------------------ | ------------------------ |
| 서창 분기점              | 50호선 영동고속도로, 110호선 제2경인고속도로 | 남동구                   |                          |
| 장승로교차로             | 장승로                                       | 남동구                   |                          |
| 장승백이사거리           | 인주대로                                     | 남동구                   |                          |
| 장수고가교               |                                              | 남동구                   |                          |
| 장수사거리               | 수인로, 백범로                               | 남동구                   |                          |
| 대공원지하차도           |                                              | 남동구                   |                          |
| 수현삼거리               | 수현로                                       | 남동구                   |                          |
| 장수 나들목              | 100호선 수도권제1순환고속도로                | 남동구                   |                          |
| 장수 나들목              | 100호선 수도권제1순환고속도로                | 부평구                   |                          |
| 구산삼거리               | (경인로, 송내대로)                           |                          |                          |
| 송내지하차도             |                                              |                          |                          |
| 송내대로 직결            |                                              |                          |                          |

## 도로 이름의 유래
이 도로가 지나는 곳에 무네미마을이 있어 무네미로가 되었다. 또한 오래전에는 무네미고개로 불렸다. 장수천과 굴포천을 연결하다가 암석을 뚫지 못했다는 전설을 인용하여 명명하였다.

### '무네미' 지명의 유래
무네미는 무네미(마을)의 이름이며 물넘이말이라고도 불렸으나, 지금은 '수현'으로 지명이 바뀌었다. 이 곳의 지명은 예전부터 '바닷물이 넘어 들어왔다고 하여 붙여진 이름'이다.

### 무네미 마을 관련 사건
- 일제강점기 때 굴포운하를 개설하기 위한 시점이었다.
- 1930년경에 이곳의 주민들이 군사기지 수용으로 강제 추방되었다.

## 같이 보기
- 영동고속도로
- 수도권제1순환고속도로
- 제2경인고속도로
- 국도 제39호선
- 송내대로
- 장수 나들목
- 서창 분기점
- 장승남로
- 두레로
- 장승로
- 소래로